# Fuping, Weinan
Fuping är ett härad som lyder under Weinans stad på prefekturnivå i Shaanxi-provinsen i norra Kina.
I häradet är Yonglingmausoleet (永陵) beläget och en rad kejserliga mausoleer från Tangdynastin (Tangdai di ling 唐代帝陵). Dessa finns numera uppförda på Folkrepubliken Kinas lista över nationella historiska minnesmärken.
Fuping låg nära epicentrum för Jordbävningen i Shaanxi i 1556.
Orten är också känd för att vara den kommunistiske statsmannen Xi Zhongxuns födelseort.